# New Weston (Ohio)
Pour les articles homonymes, voir New Weston (homonymie).
New Weston est un village américain situé dans le comté de Darke, dans l'Ohio. Selon le recensement de 2010, sa population est de 136 habitants.